# Villa Pisani (Stra)

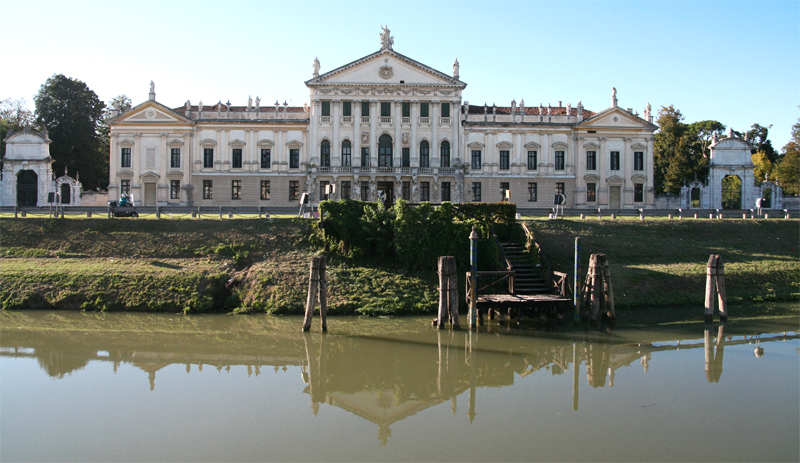
Fachada principal da Villa Pisani reflectida no Brenta.

A Villa Pisani, também conhecida como Villa La Nazionale, é considerado como o mais imponente e esplendoroso edifício da Riviera del Brenta; localiza-se em Stra, na Província de Veneza, a cerca de 8 km de Pádua, e a sua fachada principal enfrenta o Naviglio del Brenta.
Trata-se de um palácio em estilo tardo-barroco, construído, na primeira metade do século XVIII, para a nobre família veneziana dos Pisani di Santo Stefano, cujo membro mais proeminente, Alvise Pisani, foi nomeado 114º Doge de Veneza em 1735. 
Actualmente, é sede de um museu nacional que conserva obras de arte e mobiliários dos séculos XVIII e XIX.

## História

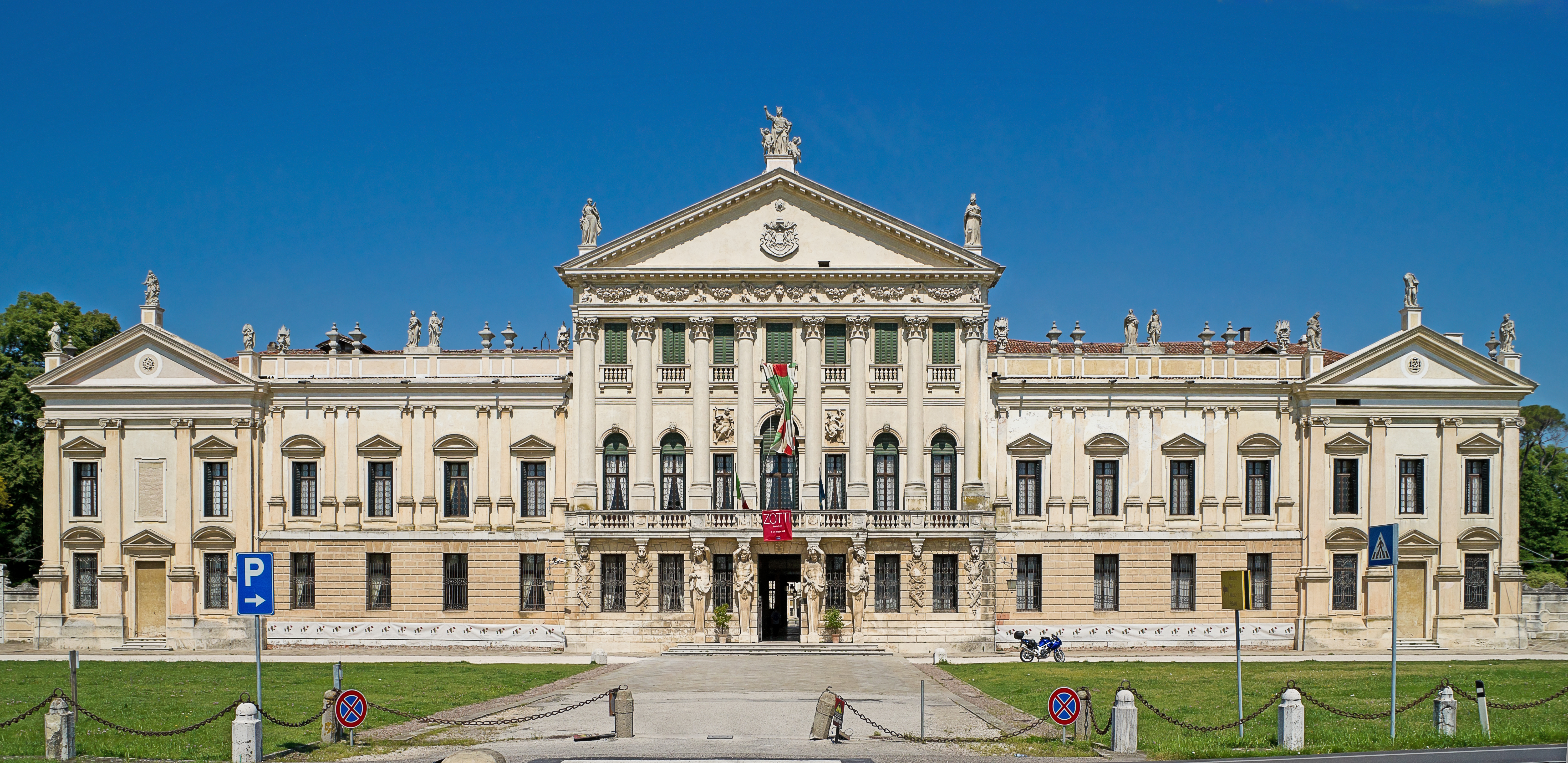
Fachada principal da Villa Pisani.

A villa foi mandada construir, a partir de 1721, pelos nobres venezianos Alvise e Almorò Pisani. O palácio foi iniciado pelo arquitecto de Pádua Gerolamo Frigimelica, cujos modelos iniciais ainda existem. Depois da sua morte, os trabalhos do magnífico complexo foram confiados ao jovem arquitecto Francesco Maria Preti. O período total de construção estendeu-se por vinte anos. Aqui mistura-se a grandiosidade do barroco e a harmonia do classicismo num estilo que recorda o Palácio de Versalhes e a Reggia di Caserta. 

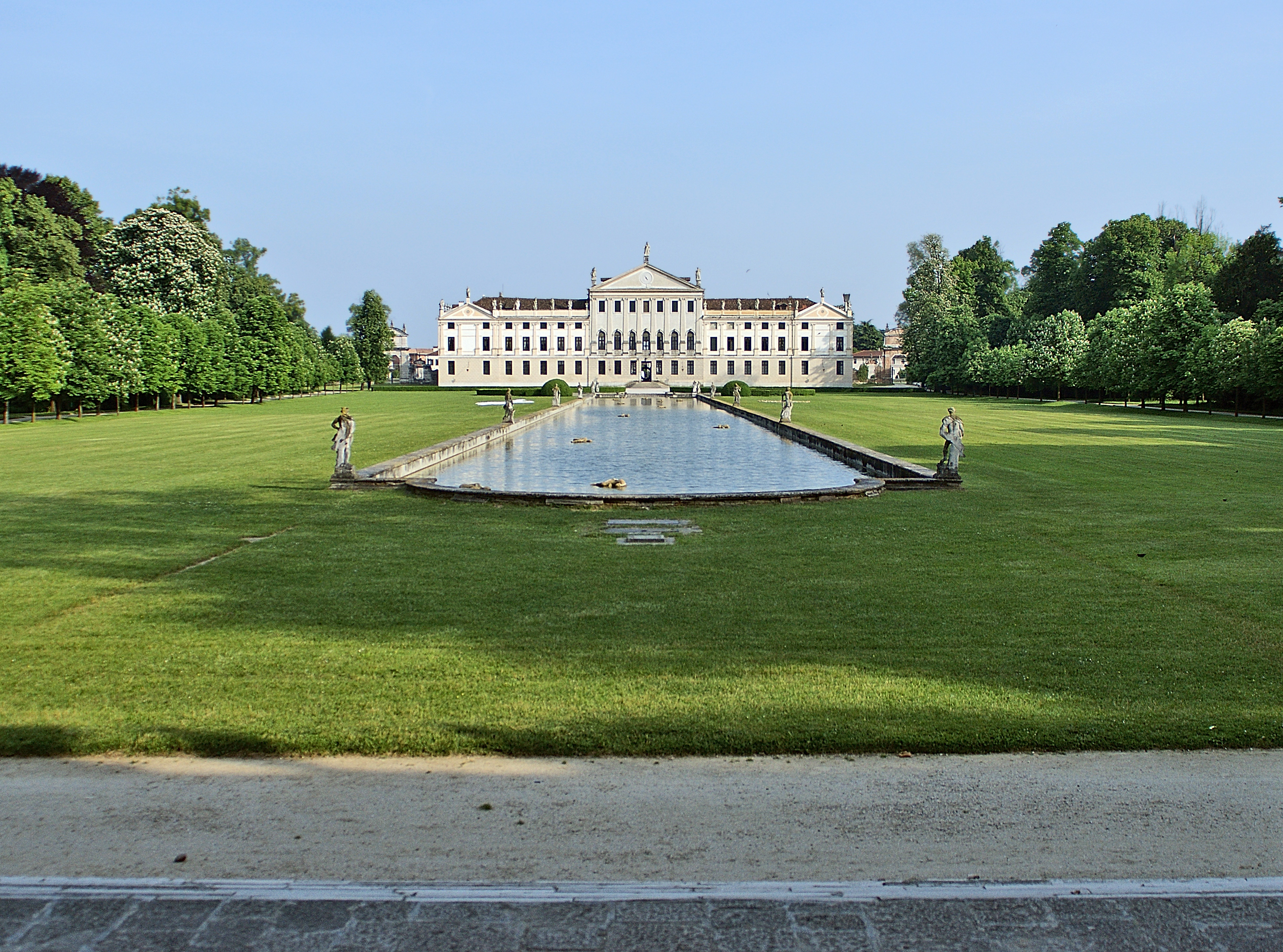
Fachada traseira da Villa Pisani vista através do tanque.

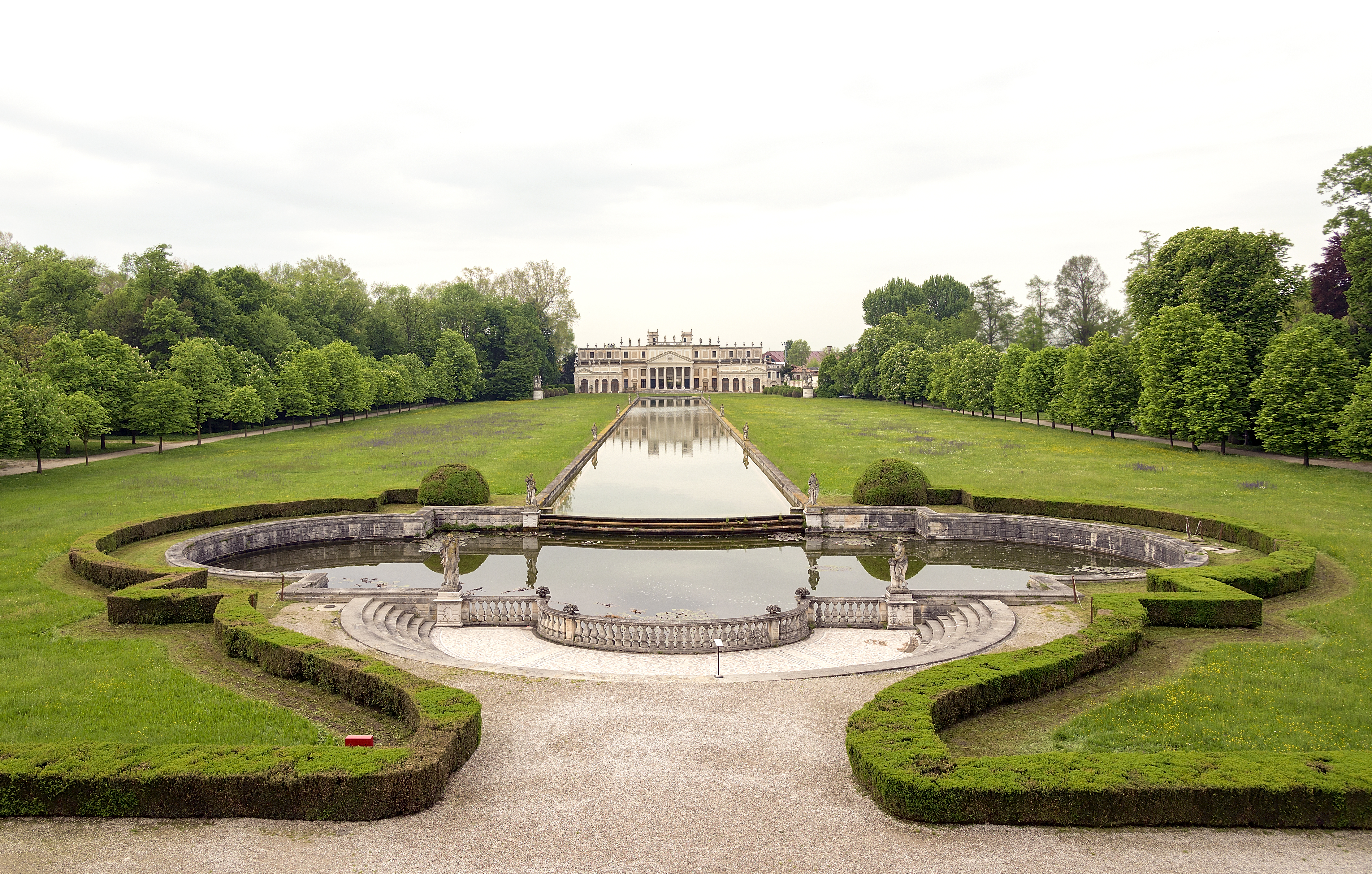
Lagoas e estábulos.

Na época da construção, a villa contava com 114 salas (agora 168), em homenagem simbólica ao 114° Doge de Veneza, Alvise Pisani. Na maior parte delas ainda se pode admirar o traçado original. Nos seus interiores encontram-se estuques e afrescos dos grandes mestres da época, artistas como Fabio Kanal, Jacopo Guarana, Jacopo Amigoni, Andrea Urbani, Andrea Brustolon, Andrea Celesti e Gaspare Diziani. 
O salão de baile, com o seu grandioso afresco Glória da Casa Pisani, pintado por Giovanni Battista Tiepolo entre 1760 e 1762, é um dos pontos altos da pintura veneziana do século XVIII. A bombástica alusão do tecto ecoa na agora desabitada estrutura do palácio. As quase cem salas restantes estão agora quase vazias; no primeiro andar existem várias salas com mobílias setecentistas e oitocentistas.
No interior do palácio são visíveis obras de Giambattista Tiepolo, Giovanni Battista Crosato, Giuseppe Zais, Jacopo Guarana, Carlo Bevilaqua, Francesco Simonini, Jacopo Amigoni e Andrea Urbani.
A sua monumentalidade fez com que a villa fosse várias vezes escolhida como residência ou como local de encontros entre monarcas e chefes de Estado ou de governo. A Villa Pisani também hospedou, entre outros, Napoleão Bonaparte, em 1807, que aqui passou uma única vez e a adquiriu para o vice-rei da Itália, Eugène de Beauharnais. Referindo-se ao palácio, Napoleão terá dito: para um Conde muito grande, para um rei muito pequeno. Outros hóspedes foram o Czar Alexandre I da Rússia e o Rei Vítor Emanuel II da Itália. 
Mais tarde passou a pertencer aos Habsburgo e depois à Casa de Saboia. Em 1934 foi escolhida para o primeiro reunião de cúpula entre Adolf Hitler e Benito Mussolini. Foi usada por Pier Paolo Pasolini, em 1969, para a rodagem do filme Porcile. É o cenário do videoclip da canção Simili (canção) da cantora italiana Laura Pausini, lançada no álbum Simili de 2015.

## Jardins e estábulos
O jardim barroco original foi redesenhado no século XIX, transformando-se, de acordo com os gostos da época, num jardim paisagístico à inglesa. No parque, encontram-se dispersos grupos de esculturas e vários edifícios, entre os quais a êxedra, aqui como ponto central de seis caminhos, a colina arqueológica, uma orangerie e as magníficas cavalariças, que formam um contraponto com o palácio no eixo principal. As cavalariças possuém um átrio de entrada com quatro colunas, com frontão de templo ao estilo das construções palladianas. Nos lados da fachada de templo alinham-se as alas laterais curvadas. Tipicamente, isto mostra a ligação entre os diferentes elementos construtivos para a realização dum capricho arquitectónico. Por fim, existe um belvedere, cujo terraço panorâmico é acedido por duas escadas em espiral ao ar livre. 
Na perspectiva da História da Arte, pode ver-se na planta do jardim um precursor da arte romântica de jardim.
A longa piscina ao centro do parque da Villa Pisani foi construída, em 1911, para servir os estudos hidráulicos do Instituto Hidrográfico da Universidade de Pádua.
De especial interesse é o famoso labirinto (labirinto d'amore), com uma planta de forma trapezóidal, criado entre 1720 e 1721. No centro ergue-se uma torre, coroada no centro com uma estátua de Minerva, o símbolo da sabedoria.
O labinto é constituído por sebes de buxo, sendo um dos três labirintos de sebes sobreviventes até hoje na Itália.

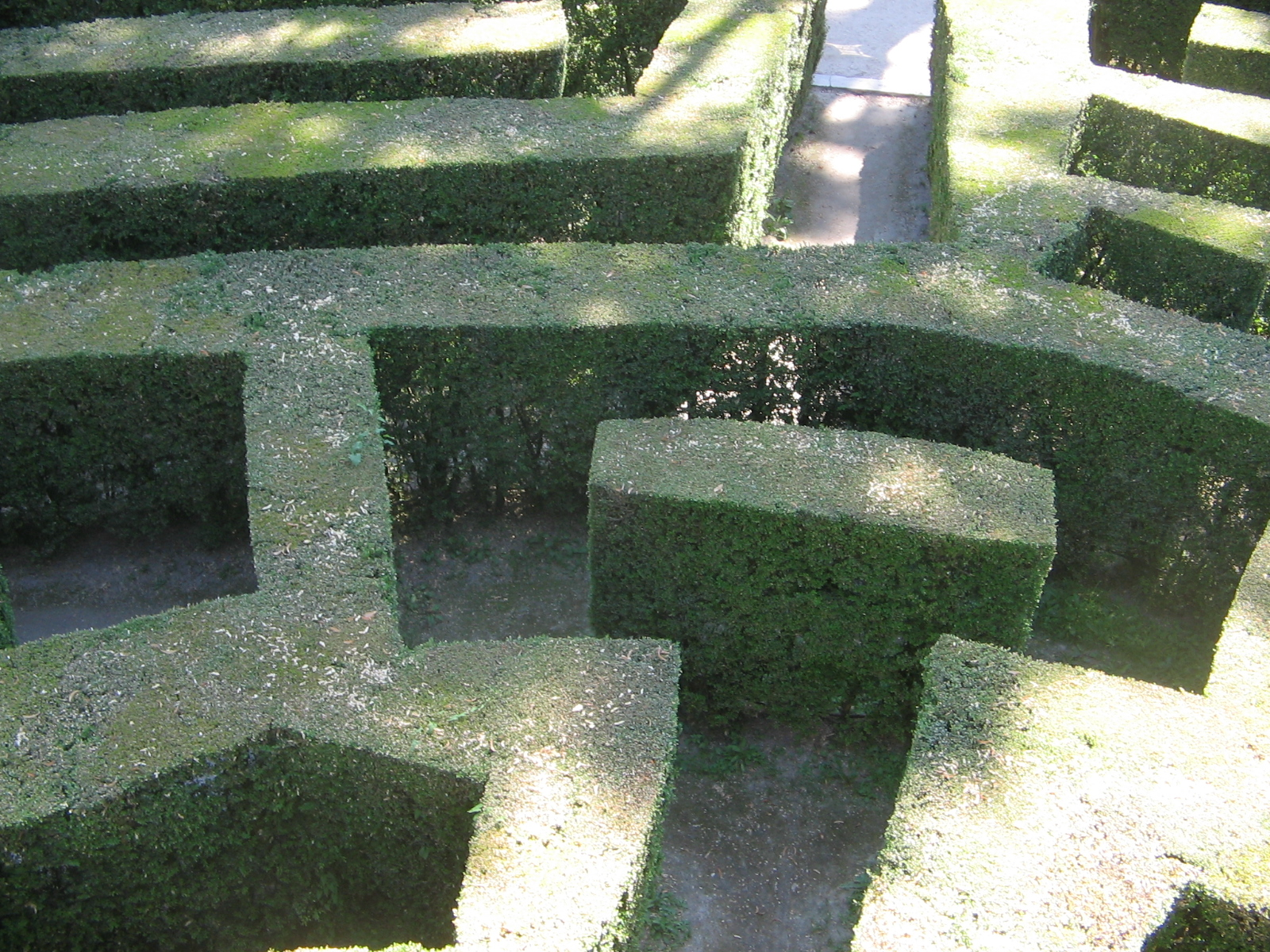
Vista do labirinto
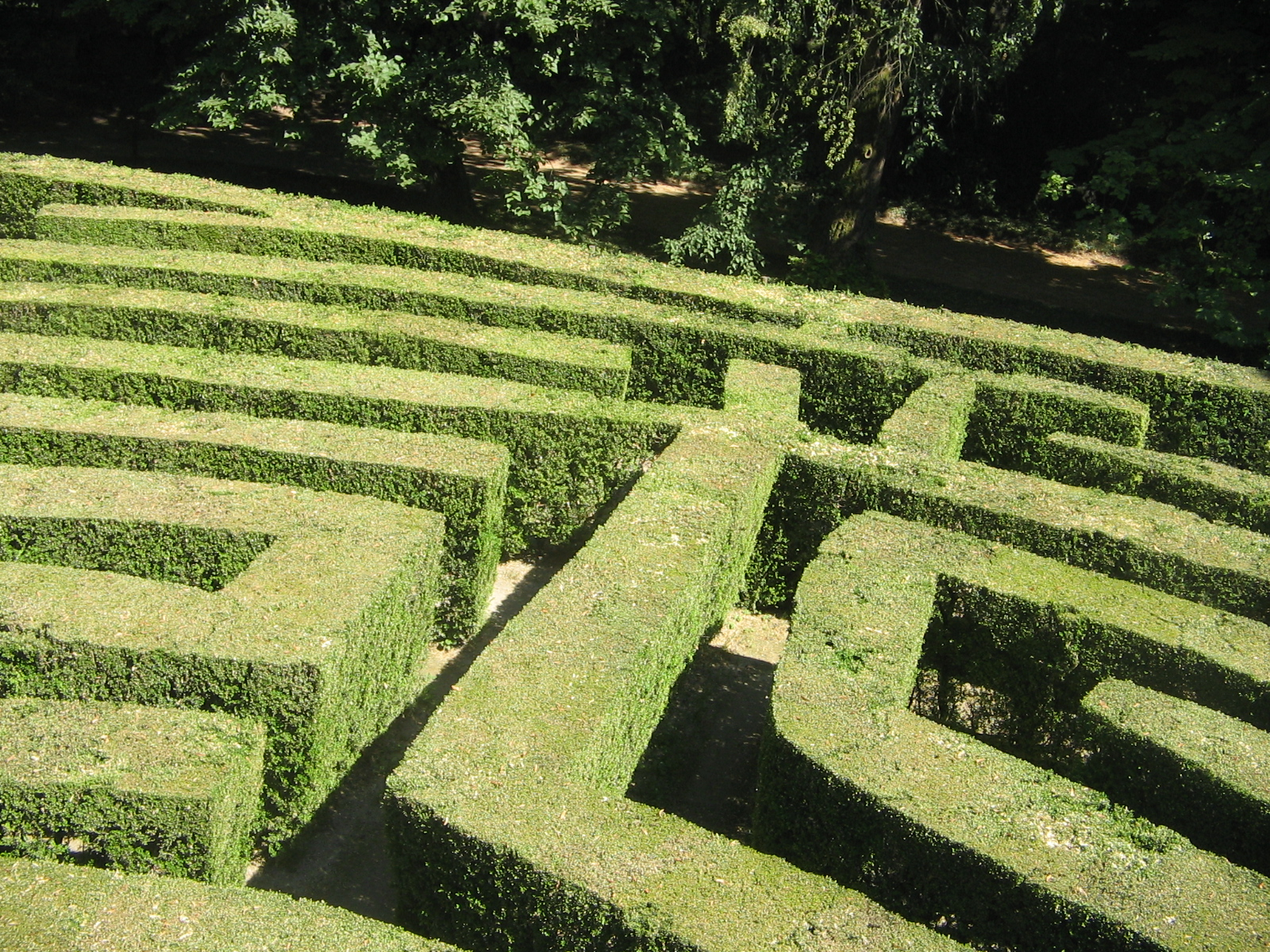
Sebes do labirinto
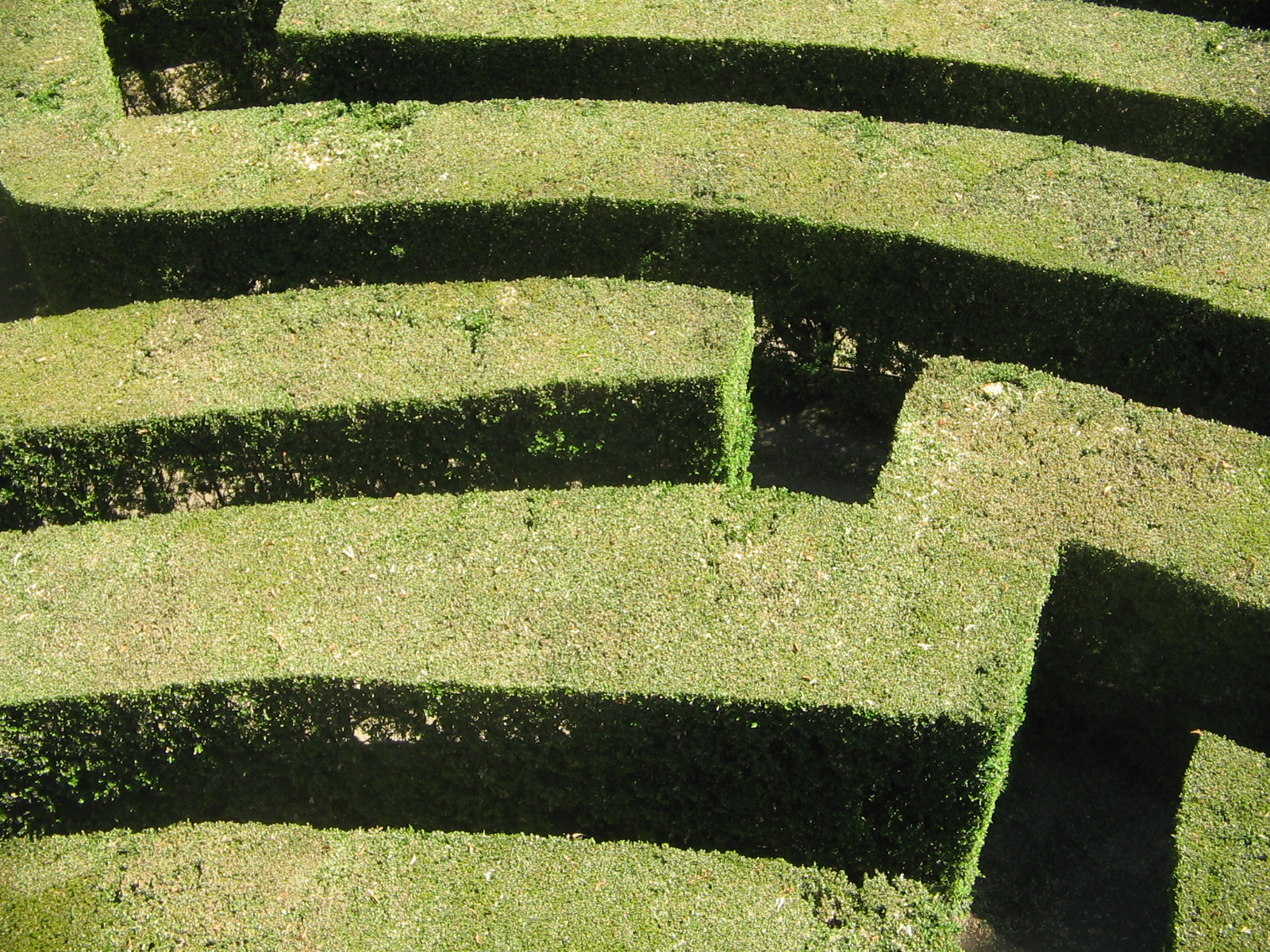
Sebes do labirinto
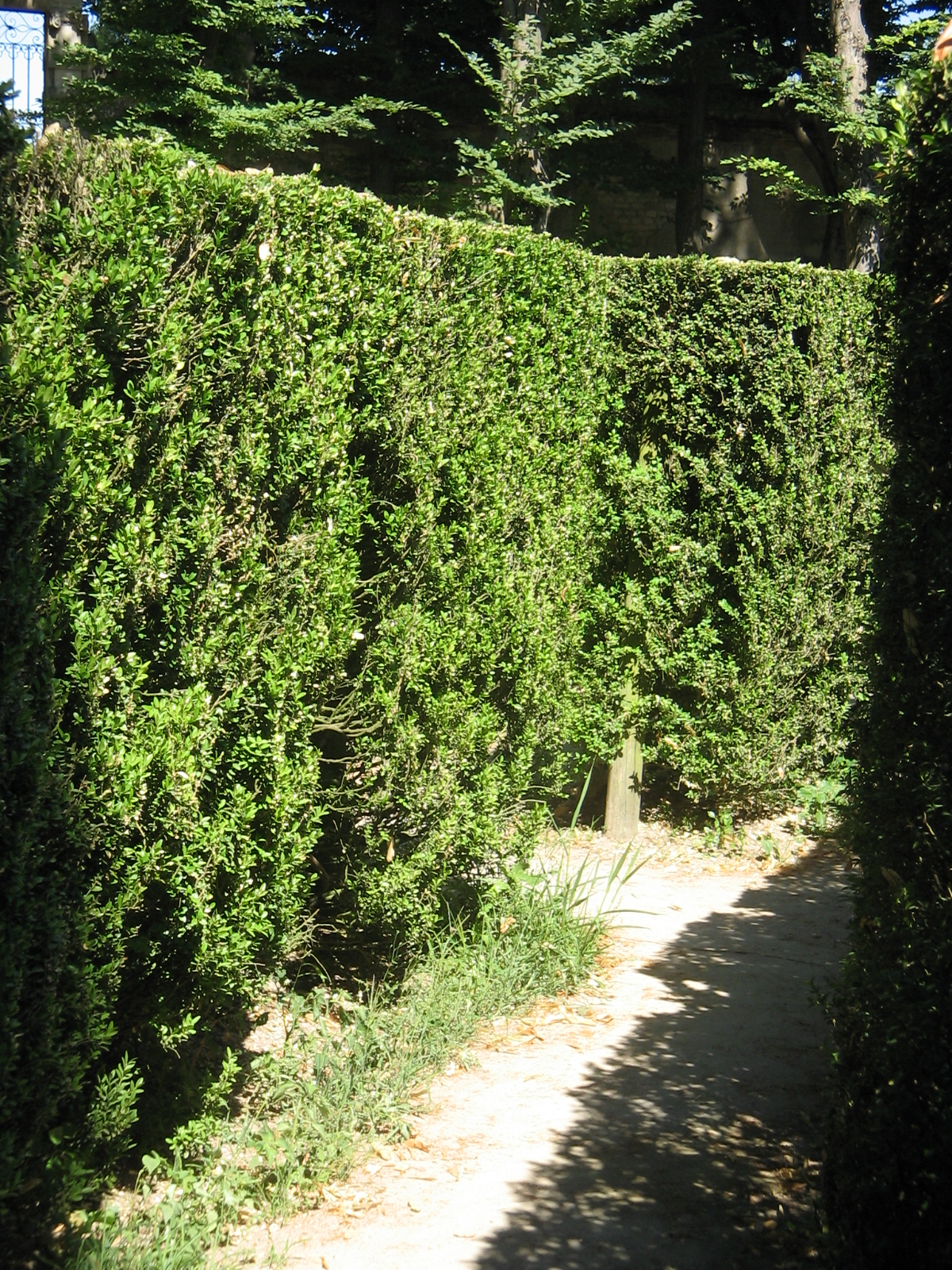
Interior do labirinto